# Henryk Kowalówka

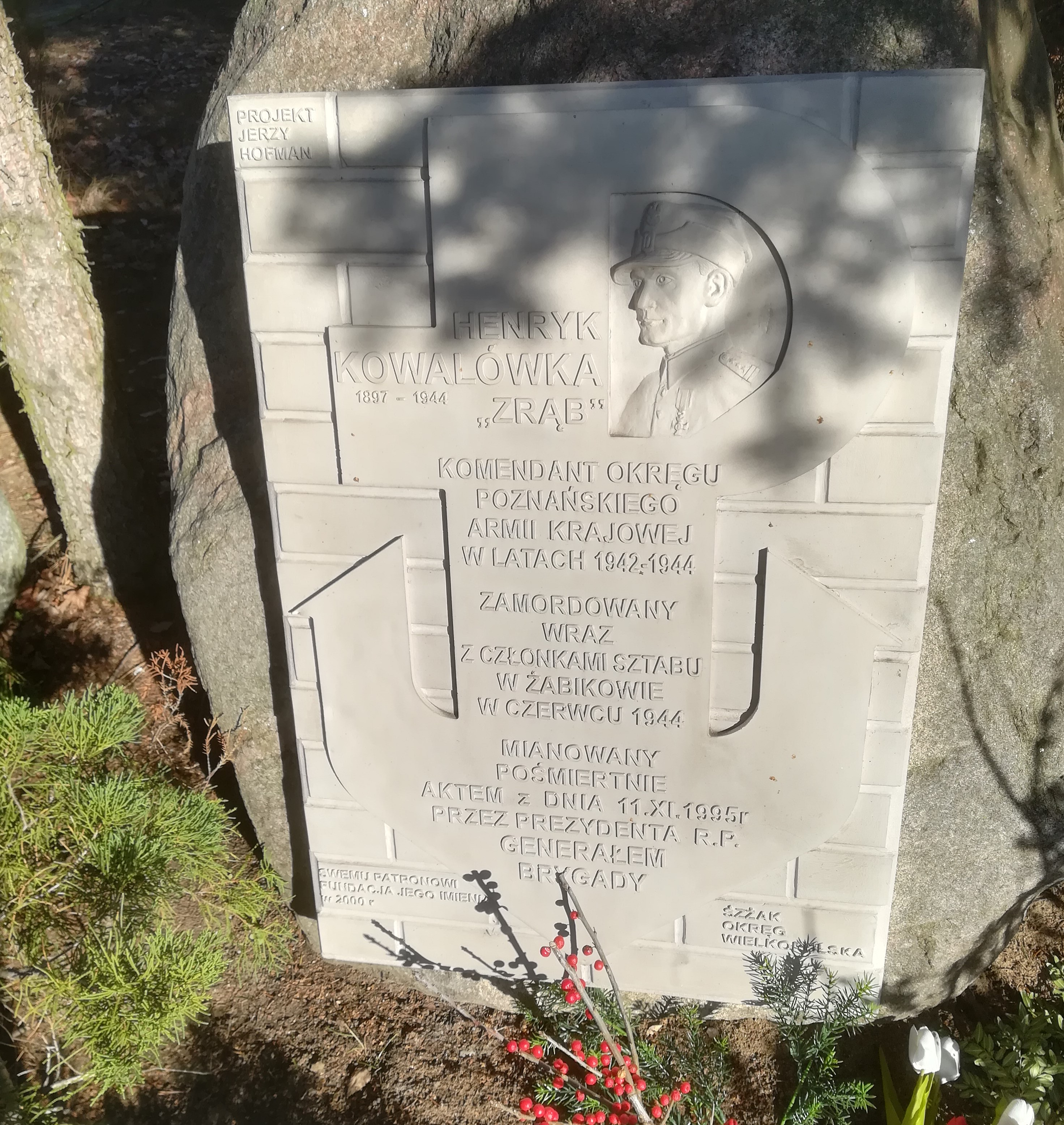
Tablica na cmentarzu junikowskim

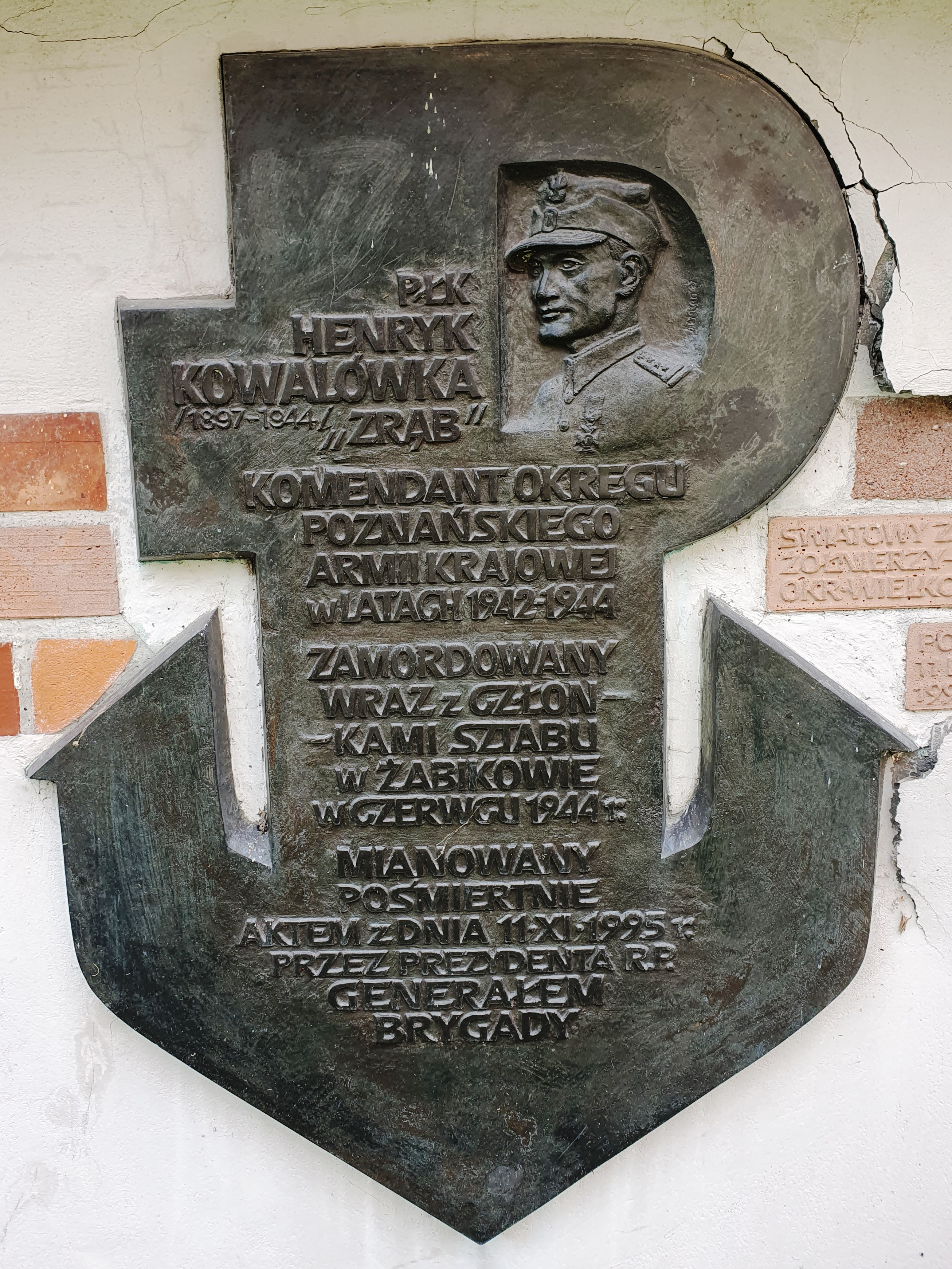
Tablica na dziedzińcu kościoła św. Wojciecha w Poznaniu

Henryk Kowalówka, ps. „Dziedzic”, „Kosiarz”, „Oset”, „Profesor”, „Skarb”, „Skawa”, „Topola”, „Zrąb” (ur. 5 stycznia 1897 w Brzezince, zm. 2 czerwca 1944 w Żabikowie) – pułkownik piechoty Wojska Polskiego.

## Życiorys
Urodził się 5 stycznia 1897 roku w Brzezince, w powiecie wadowickim, w rodzinie Franciszka, działacza ludowego, i Marianny z domu Ciepły. Po ukończeniu szkoły powszechnej w Jaśkowicach kontynuował naukę w Seminarium Nauczycielskim w Krakowie. W 1913 roku wstąpił do Związku Strzeleckiego. W latach 1914–1917 był żołnierzem 5 pułku piechoty Legionów. W lipcu 1917 roku, po kryzysie przysięgowym wcielony został do cesarskiej i królewskiej armii, w której ukończył szkołę oficerską. Walczył na froncie włoskim. Kontuzjowany, uciekł ze szpitala i ukrywał się w Kielcach, gdzie działał w Polskiej Organizacji Wojskowej.
W 1918 roku przyjęty został do Wojska Polskiego i przydzielony do 25 pułku piechoty. Jako adiutant tego pułku walczył na wojnie z bolszewikami. Z dniem 15 lipca 1924 roku został przydzielony do dowództwa 7 Dywizji Piechoty w Częstochowie na stanowisko I oficera sztabu. 26 kwietnia 1928 roku otrzymał przeniesienie do 27 pułku piechoty w Częstochowie na stanowisko dowódcy III batalionu. W 1930 roku pełnił służbę w 7 Okręgowym Urzędzie Wychowania Fizycznego i Przysposobienia Wojskowego w Poznaniu, a dwa lata później w 5 Okręgowym Urzędzie WF i PW w Katowicach, będącym jedną z komórek organizacyjnych Dowództwa Okręgu Korpusu Nr V w Krakowie. W 1934 roku objął dowództwo II batalionu 73 pułku piechoty detaszowanego w Oświęcimiu. Od 1938 roku do sierpnia 1939 roku był I zastępcą dowódcy 73 pp w Katowicach. W czasie kampanii wrześniowej dowodził Ośrodkiem Zapasowym 23 Górnośląskiej Dywizji Piechoty.
Był organizatorem Zagłębiowskiego Rejonu Organizacyjnego Organizacji Orła Białego jednej z pierwszych okupacyjnych organizacji niepodległościowych po przegranej kampanii wrześniowej. W listopadzie 1939 roku wyznaczony został na stanowisko komendanta Podokręgu SZP-ZWZ w Zagłębiu Dąbrowskim. W 1941 roku mianowany został komendantem Okręgu Śląskiego ZWZ. W lutym 1942 roku przeniesiony został na stanowisko komendanta Okręgu Poznańskiego AK. Kierowany przez niego okręg należał do najlepiej zorganizowanych. W styczniu 1944 roku został zdradzony przez konfidenta, aresztowany i więziony w siedzibie Gestapo w Poznaniu, a następnie w Forcie VII. W kwietniu przeniesiony został do obozu w Żabikowie i tam 2 czerwca 1944 roku stracony. Komendant Główny AK nadał pośmiertnie Henrykowi Kowalówce Złoty Krzyż Orderu Virtuti Militari.
W listopadzie 1995 roku Prezydent RP, Lech Wałęsa mianował go pośmiertnie generałem brygady
Henryk Kowalówka był żonaty z Izabellą z Mystkowskich, z którą miał dwoje dzieci. Syn Jerzy ps. „Okrzeja” poległ 16 sierpnia 1944 w bitwie pod Diablą Górą jako żołnierz 25 pułku piechoty AK. Córka Żywia także walczyła w konspiracji.

## Awanse
- kapitan – 3 maja 1922 roku zweryfikowany ze starszeństwem z dniem 1 czerwca 1919 roku (w 1924 roku zajmował 1111. lokatę w korpusie oficerów zawodowych piechoty)
- major – 18 lutego 1928 roku ze starszeństwem z dniem 1 stycznia 1928 roku i 177. lokatą w korpusie oficerów zawodowych piechoty
- podpułkownik – 19 marca 1939 roku
- pułkownik – 1943
- generał brygady – pośmiertnie listopad 1995

## Ordery i odznaczenia
- Krzyż Złoty Orderu Wojennego Virtuti Militari (1944, pośmiertnie)[4]
- Krzyż Srebrny Orderu Wojskowego Virtuti Militari (1921)[5]
- Krzyż Niepodległości (16 marca 1937)[6][7]
- Krzyż Kawalerski Orderu Odrodzenia Polski
- Krzyż Walecznych (czterokrotnie)
- Srebrny Krzyż Zasługi (16 marca 1928)[8]
- Medal Pamiątkowy za Wojnę 1918–1921

## Upamiętnienie
- W Katowicach jedna z ulic nazwana została im. płk. Henryka Kowalówki.
- Władze miasta Poznania nadały nazwę jednej z ulic im. Henryka Kowalówki.